# Onosma kilouyensis
Onosma kilouyensis är en strävbladig växtart som beskrevs av Pierre Edmond Boissier och Hausskn. Onosma kilouyensis ingår i släktet Onosma och familjen strävbladiga växter. Inga underarter finns listade i Catalogue of Life.